# Quatre Jours de Dunkerque 2024
Les Quatre Jours de Dunkerque 2024 (nom complet : Quatre Jours de Dunkerque - Grand Prix des Hauts-de-France) sont la 68e édition de cette course cycliste masculine sur route. Ils ont lieu en six étapes du 14 au 19 mai 2024 dans la région Hauts-de-France, en France, et font partie du calendrier UCI ProSeries 2024 en catégorie 2.Pro. 

## Présentation
La présentation officielle de l'édition 2024 a lieu le jeudi 18 avril 2024 à 18h30 au Kursaal de Dunkerque.

### Parcours
Suivant les données transmises par l'organisateur de la course, un total de 1 049,6 km est parcouru pendant six étapes parmi lesquelles on trouve deux étapes vallonnées, une étape dite de transition, une étape pavée, une étape des Monts et une étape de prestige. Contrairement à l'édition précédente, aucune étape n'est disputée sous la forme d'un contre-la-montre. 257 communes sont traversées, L'épreuve comporte au total 25 prix des Monts et 18 sprints bonification.

### Équipes
18 équipes participent à la course : 6 WorldTeams, 6 ProTeams et 6 équipes continentales :
| WorldTeams (6)- Arkéa-B&B Hotels - Cofidis - Decathlon-AG2R La Mondiale - Groupama-FDJ - Team dsm-firmenich PostNL - Soudal Quick-Step ProTeams (6)- Bingoal WB - Israel-Premier Tech - Lotto Dstny - Q36.5 Pro Cycling Team - TDT-Unibet - TotalEnergies Équipes continentales (6)- CIC U Nantes Atlantique - Nice Métropole Côte d'Azur - Philippe Wagner-Bazin - Saint Michel-Mavic-Auber 93 - Trinity Racing - Van Rysel-Roubaix |
| |

## Étapes
| Étape     | Date   | Villes étapes                      | type            | Distance (km) | Dénivelé (m) | Vainqueur d'étape | Leader du classement général |
| --------- | ------ | ---------------------------------- | --------------- | ------------- | ------------ | ----------------- | ---------------------------- |
| 1re étape | 14 mai | Dunkerque – Le Touquet-Paris-Plage | étape de plaine | 173           | 1 309 m      | Milan Fretin      | Milan Fretin                 |
| 2e étape  | 15 mai | Wimereux – Abbeville               | étape de plaine | 184,3         | 1 548 m      | Sam Bennett       | Sam Bennett                  |
| 3e étape  | 16 mai | Saint-Laurent-Blangy – Bouchain    | étape de plaine | 165,1         | 1 275 m      | Sam Bennett       | Sam Bennett                  |
| 4e étape  | 17 mai | Mazingarbe – Pont-à-Marcq          | étape de plaine | 166,8         | 649 m        | Warre Vangheluwe  | Sam Bennett                  |
| 5e étape  | 18 mai | Arques – Cassel                    | étape de plaine | 179,1         | 2 677 m      | Sam Bennett       | Sam Bennett                  |
| 6e étape  | 19 mai | Loon-Plage – Dunkerque             | étape de plaine | 176,8         | 468 m        | Sam Bennett       | Sam Bennett                  |

## Déroulement de la course

### 1reétape
| \| Classement de l'étape \| Classement de l'étape \| Classement de l'étape \| Classement de l'étape \| Classement de l'étape \| \| Coureur \| Coureur \| Pays \| Équipe \| Temps \| \| --------------------- \| --------------------- \| --------------------- \| -------------------------- \| --------------------- \| \| 1er \| Milan Fretin \| Belgique \| Cofidis \| 4 h 05 min 47 s \| \| 2e \| Paul Hennequin \| France \| Nice Métropole Côte d'Azur \| + 0 s \| \| 3e \| Sam Bennett \| Irlande \| Decathlon-AG2R La Mondiale \| + 0 s \| \| 4e \| Amaury Capiot \| Belgique \| Arkéa-B&B Hotels \| + 0 s \| \| 5e \| Milan Menten \| Belgique \| Lotto Dstny \| + 0 s \| \| 6e \| Rory Townsend \| Irlande \| Q36.5 Pro Cycling Team \| + 0 s \| \| 7e \| Jordi Warlop \| Belgique \| Soudal Quick-Step \| + 0 s \| \| 8e \| Nils Eekhoff \| Pays-Bas \| Team dsm-firmenich PostNL \| + 0 s \| \| 9e \| Rait Ärm \| Estonie \| Van Rysel-Roubaix \| + 0 s \| \| 10e \| Casper van Uden \| Pays-Bas \| Team dsm-firmenich PostNL \| + 0 s \| |                 |          |                            |                 |
| |                 |          |                            |                 |
| Source : ProCyclingStats |                 |          |                            |                 |
| Classement de l'étape |                 |          |                            |                 |
| Coureur | Coureur         | Pays     | Équipe                     | Temps           |
| 1er | Milan Fretin    | Belgique | Cofidis                    | 4 h 05 min 47 s |
| 2e | Paul Hennequin  | France   | Nice Métropole Côte d'Azur | + 0 s           |
| 3e | Sam Bennett     | Irlande  | Decathlon-AG2R La Mondiale | + 0 s           |
| 4e | Amaury Capiot   | Belgique | Arkéa-B&B Hotels           | + 0 s           |
| 5e | Milan Menten    | Belgique | Lotto Dstny                | + 0 s           |
| 6e | Rory Townsend   | Irlande  | Q36.5 Pro Cycling Team     | + 0 s           |
| 7e | Jordi Warlop    | Belgique | Soudal Quick-Step          | + 0 s           |
| 8e | Nils Eekhoff    | Pays-Bas | Team dsm-firmenich PostNL  | + 0 s           |
| 9e | Rait Ärm        | Estonie  | Van Rysel-Roubaix          | + 0 s           |
| 10e | Casper van Uden | Pays-Bas | Team dsm-firmenich PostNL  | + 0 s           |

| \| Classement général \| Classement général \| Classement général \| Classement général \| Classement général \| \| Coureur \| Coureur \| Pays \| Équipe \| Temps \| \| ------------------ \| ------------------ \| ------------------ \| -------------------------- \| ------------------ \| \| 1er \| Milan Fretin \| Belgique \| Cofidis \| 4 h 05 min 37 s \| \| 2e \| Paul Hennequin \| France \| Nice Métropole Côte d'Azur \| + 4 s \| \| 3e \| Sam Bennett \| Irlande \| Decathlon-AG2R La Mondiale \| + 6 s \| \| 4e \| Amaury Capiot \| Belgique \| Arkéa-B&B Hotels \| + 10 s \| \| 5e \| Milan Menten \| Belgique \| Lotto Dstny \| + 10 s \| \| 6e \| Rory Townsend \| Irlande \| Q36.5 Pro Cycling Team \| + 10 s \| \| 7e \| Jordi Warlop \| Belgique \| Soudal Quick-Step \| + 10 s \| \| 8e \| Nils Eekhoff \| Pays-Bas \| Team dsm-firmenich PostNL \| + 10 s \| \| 9e \| Rait Ärm \| Estonie \| Van Rysel-Roubaix \| + 10 s \| \| 10e \| Casper van Uden \| Pays-Bas \| Team dsm-firmenich PostNL \| + 10 s \| |                 |          |                            |                 |
| |                 |          |                            |                 |
| Source : ProCyclingStats |                 |          |                            |                 |
| Classement général |                 |          |                            |                 |
| Coureur | Coureur         | Pays     | Équipe                     | Temps           |
| 1er | Milan Fretin    | Belgique | Cofidis                    | 4 h 05 min 37 s |
| 2e | Paul Hennequin  | France   | Nice Métropole Côte d'Azur | + 4 s           |
| 3e | Sam Bennett     | Irlande  | Decathlon-AG2R La Mondiale | + 6 s           |
| 4e | Amaury Capiot   | Belgique | Arkéa-B&B Hotels           | + 10 s          |
| 5e | Milan Menten    | Belgique | Lotto Dstny                | + 10 s          |
| 6e | Rory Townsend   | Irlande  | Q36.5 Pro Cycling Team     | + 10 s          |
| 7e | Jordi Warlop    | Belgique | Soudal Quick-Step          | + 10 s          |
| 8e | Nils Eekhoff    | Pays-Bas | Team dsm-firmenich PostNL  | + 10 s          |
| 9e | Rait Ärm        | Estonie  | Van Rysel-Roubaix          | + 10 s          |
| 10e | Casper van Uden | Pays-Bas | Team dsm-firmenich PostNL  | + 10 s          |

### 2eétape
| \| Classement de l'étape \| Classement de l'étape \| Classement de l'étape \| Classement de l'étape \| Classement de l'étape \| \| Coureur \| Coureur \| Pays \| Équipe \| Temps \| \| --------------------- \| --------------------- \| --------------------- \| --------------------------- \| --------------------- \| \| 1er \| Sam Bennett \| Irlande \| Decathlon-AG2R La Mondiale \| 4 h 20 min 25 s \| \| 2e \| Paul Penhoët \| France \| Groupama-FDJ \| + 0 s \| \| 3e \| Sasha Weemaes \| Belgique \| Bingoal WB \| + 0 s \| \| 4e \| Pascal Ackermann \| Allemagne \| Israel-Premier Tech \| + 0 s \| \| 5e \| Jérémy Lecroq \| France \| Saint Michel-Mavic-Auber 93 \| + 0 s \| \| 6e \| Amaury Capiot \| Belgique \| Arkéa-B&B Hotels \| + 0 s \| \| 7e \| Emmanuel Morin \| France \| Van Rysel-Roubaix \| + 0 s \| \| 8e \| Jordi Warlop \| Belgique \| Soudal Quick-Step \| + 0 s \| \| 9e \| Jason Tesson \| France \| TotalEnergies \| + 0 s \| \| 10e \| Milan Menten \| Belgique \| Lotto Dstny \| + 0 s \| |                  |           |                             |                 |
| |                  |           |                             |                 |
| Source : ProCyclingStats |                  |           |                             |                 |
| Classement de l'étape |                  |           |                             |                 |
| Coureur | Coureur          | Pays      | Équipe                      | Temps           |
| 1er | Sam Bennett      | Irlande   | Decathlon-AG2R La Mondiale  | 4 h 20 min 25 s |
| 2e | Paul Penhoët     | France    | Groupama-FDJ                | + 0 s           |
| 3e | Sasha Weemaes    | Belgique  | Bingoal WB                  | + 0 s           |
| 4e | Pascal Ackermann | Allemagne | Israel-Premier Tech         | + 0 s           |
| 5e | Jérémy Lecroq    | France    | Saint Michel-Mavic-Auber 93 | + 0 s           |
| 6e | Amaury Capiot    | Belgique  | Arkéa-B&B Hotels            | + 0 s           |
| 7e | Emmanuel Morin   | France    | Van Rysel-Roubaix           | + 0 s           |
| 8e | Jordi Warlop     | Belgique  | Soudal Quick-Step           | + 0 s           |
| 9e | Jason Tesson     | France    | TotalEnergies               | + 0 s           |
| 10e | Milan Menten     | Belgique  | Lotto Dstny                 | + 0 s           |

| \| Classement général \| Classement général \| Classement général \| Classement général \| Classement général \| \| Coureur \| Coureur \| Pays \| Équipe \| Temps \| \| ------------------ \| ------------------ \| ------------------ \| -------------------------- \| ------------------ \| \| 1er \| Sam Bennett \| Irlande \| Decathlon-AG2R La Mondiale \| 8 h 25 min 58 s \| \| 2e \| Milan Fretin \| Belgique \| Cofidis \| + 4 s \| \| 3e \| Paul Penhoët \| France \| Groupama-FDJ \| + 8 s \| \| 4e \| Paul Hennequin \| France \| Nice Métropole Côte d'Azur \| + 8 s \| \| 5e \| Sasha Weemaes \| Belgique \| Bingoal WB \| + 10 s \| \| 6e \| Corbin Strong \| Nouvelle-Zélande \| Israel-Premier Tech \| + 11 s \| \| 7e \| Amaury Capiot \| Belgique \| Arkéa-B&B Hotels \| + 12 s \| \| 8e \| Jenno Berckmoes \| Belgique \| Lotto Dstny \| + 13 s \| \| 9e \| Milan Menten \| Belgique \| Lotto Dstny \| + 14 s \| \| 10e \| Jordi Warlop \| Belgique \| Soudal Quick-Step \| + 14 s \| |                 |                  |                            |                 |
| |                 |                  |                            |                 |
| Source : ProCyclingStats |                 |                  |                            |                 |
| Classement général |                 |                  |                            |                 |
| Coureur | Coureur         | Pays             | Équipe                     | Temps           |
| 1er | Sam Bennett     | Irlande          | Decathlon-AG2R La Mondiale | 8 h 25 min 58 s |
| 2e | Milan Fretin    | Belgique         | Cofidis                    | + 4 s           |
| 3e | Paul Penhoët    | France           | Groupama-FDJ               | + 8 s           |
| 4e | Paul Hennequin  | France           | Nice Métropole Côte d'Azur | + 8 s           |
| 5e | Sasha Weemaes   | Belgique         | Bingoal WB                 | + 10 s          |
| 6e | Corbin Strong   | Nouvelle-Zélande | Israel-Premier Tech        | + 11 s          |
| 7e | Amaury Capiot   | Belgique         | Arkéa-B&B Hotels           | + 12 s          |
| 8e | Jenno Berckmoes | Belgique         | Lotto Dstny                | + 13 s          |
| 9e | Milan Menten    | Belgique         | Lotto Dstny                | + 14 s          |
| 10e | Jordi Warlop    | Belgique         | Soudal Quick-Step          | + 14 s          |

### 3eétape
| \| Classement de l'étape \| Classement de l'étape \| Classement de l'étape \| Classement de l'étape \| Classement de l'étape \| \| Coureur \| Coureur \| Pays \| Équipe \| Temps \| \| --------------------- \| --------------------- \| --------------------- \| -------------------------- \| --------------------- \| \| 1er \| Sam Bennett \| Irlande \| Decathlon-AG2R La Mondiale \| 3 h 42 min 38 s \| \| 2e \| Milan Fretin \| Belgique \| Cofidis \| + 0 s \| \| 3e \| Amaury Capiot \| Belgique \| Arkéa-B&B Hotels \| + 0 s \| \| 4e \| Nils Eekhoff \| Pays-Bas \| Team dsm-firmenich PostNL \| + 0 s \| \| 5e \| Pascal Ackermann \| Allemagne \| Israel-Premier Tech \| + 0 s \| \| 6e \| Pierre Barbier \| France \| Philippe Wagner-Bazin \| + 0 s \| \| 7e \| Paul Penhoët \| France \| Groupama-FDJ \| + 0 s \| \| 8e \| Jason Tesson \| France \| TotalEnergies \| + 0 s \| \| 9e \| Rory Townsend \| Irlande \| Q36.5 Pro Cycling Team \| + 0 s \| \| 10e \| Paul Hennequin \| France \| Nice Métropole Côte d'Azur \| + 0 s \| |                  |           |                            |                 |
| |                  |           |                            |                 |
| Source : ProCyclingStats |                  |           |                            |                 |
| Classement de l'étape |                  |           |                            |                 |
| Coureur | Coureur          | Pays      | Équipe                     | Temps           |
| 1er | Sam Bennett      | Irlande   | Decathlon-AG2R La Mondiale | 3 h 42 min 38 s |
| 2e | Milan Fretin     | Belgique  | Cofidis                    | + 0 s           |
| 3e | Amaury Capiot    | Belgique  | Arkéa-B&B Hotels           | + 0 s           |
| 4e | Nils Eekhoff     | Pays-Bas  | Team dsm-firmenich PostNL  | + 0 s           |
| 5e | Pascal Ackermann | Allemagne | Israel-Premier Tech        | + 0 s           |
| 6e | Pierre Barbier   | France    | Philippe Wagner-Bazin      | + 0 s           |
| 7e | Paul Penhoët     | France    | Groupama-FDJ               | + 0 s           |
| 8e | Jason Tesson     | France    | TotalEnergies              | + 0 s           |
| 9e | Rory Townsend    | Irlande   | Q36.5 Pro Cycling Team     | + 0 s           |
| 10e | Paul Hennequin   | France    | Nice Métropole Côte d'Azur | + 0 s           |

| \| Classement général \| Classement général \| Classement général \| Classement général \| Classement général \| \| Coureur \| Coureur \| Pays \| Équipe \| Temps \| \| ------------------ \| ------------------ \| ------------------ \| -------------------------- \| ------------------ \| \| 1er \| Sam Bennett \| Irlande \| Decathlon-AG2R La Mondiale \| 12 h 08 min 26 s \| \| 2e \| Milan Fretin \| Belgique \| Cofidis \| + 8 s \| \| 3e \| Amaury Capiot \| Belgique \| Arkéa-B&B Hotels \| + 18 s \| \| 4e \| Paul Penhoët \| France \| Groupama-FDJ \| + 18 s \| \| 5e \| Paul Hennequin \| France \| Nice Métropole Côte d'Azur \| + 18 s \| \| 6e \| Fabio Christen \| Suisse \| Q36.5 Pro Cycling Team \| + 18 s \| \| 7e \| Sasha Weemaes \| Belgique \| Bingoal WB \| + 20 s \| \| 8e \| Corbin Strong \| Nouvelle-Zélande \| Israel-Premier Tech \| + 21 s \| \| 9e \| Jenno Berckmoes \| Belgique \| Lotto Dstny \| + 22 s \| \| 10e \| Rory Townsend \| Irlande \| Q36.5 Pro Cycling Team \| + 24 s \| |                 |                  |                            |                  |
| |                 |                  |                            |                  |
| Source : ProCyclingStats |                 |                  |                            |                  |
| Classement général |                 |                  |                            |                  |
| Coureur | Coureur         | Pays             | Équipe                     | Temps            |
| 1er | Sam Bennett     | Irlande          | Decathlon-AG2R La Mondiale | 12 h 08 min 26 s |
| 2e | Milan Fretin    | Belgique         | Cofidis                    | + 8 s            |
| 3e | Amaury Capiot   | Belgique         | Arkéa-B&B Hotels           | + 18 s           |
| 4e | Paul Penhoët    | France           | Groupama-FDJ               | + 18 s           |
| 5e | Paul Hennequin  | France           | Nice Métropole Côte d'Azur | + 18 s           |
| 6e | Fabio Christen  | Suisse           | Q36.5 Pro Cycling Team     | + 18 s           |
| 7e | Sasha Weemaes   | Belgique         | Bingoal WB                 | + 20 s           |
| 8e | Corbin Strong   | Nouvelle-Zélande | Israel-Premier Tech        | + 21 s           |
| 9e | Jenno Berckmoes | Belgique         | Lotto Dstny                | + 22 s           |
| 10e | Rory Townsend   | Irlande          | Q36.5 Pro Cycling Team     | + 24 s           |

### 4eétape
| \| Classement de l'étape \| Classement de l'étape \| Classement de l'étape \| Classement de l'étape \| Classement de l'étape \| \| Coureur \| Coureur \| Pays \| Équipe \| Temps \| \| --------------------- \| --------------------- \| --------------------- \| -------------------------- \| --------------------- \| \| 1er \| Warre Vangheluwe \| Belgique \| Soudal Quick-Step \| 3 h 35 min 22 s \| \| 2e \| Sam Bennett \| Irlande \| Decathlon-AG2R La Mondiale \| + 0 s \| \| 3e \| Corbin Strong \| Nouvelle-Zélande \| Israel-Premier Tech \| + 0 s \| \| 4e \| Milan Fretin \| Belgique \| Cofidis \| + 0 s \| \| 5e \| Paul Hennequin \| France \| Nice Métropole Côte d'Azur \| + 0 s \| \| 6e \| Milan Menten \| Belgique \| Lotto Dstny \| + 0 s \| \| 7e \| Emmanuel Morin \| France \| Van Rysel-Roubaix \| + 0 s \| \| 8e \| Tom Van Asbroeck \| Belgique \| Israel-Premier Tech \| + 0 s \| \| 9e \| Alexis Renard \| France \| Cofidis \| + 0 s \| \| 10e \| Luca Van Boven \| Belgique \| Bingoal WB \| + 0 s \| |                  |                  |                            |                 |
| |                  |                  |                            |                 |
| Source : ProCyclingStats |                  |                  |                            |                 |
| Classement de l'étape |                  |                  |                            |                 |
| Coureur | Coureur          | Pays             | Équipe                     | Temps           |
| 1er | Warre Vangheluwe | Belgique         | Soudal Quick-Step          | 3 h 35 min 22 s |
| 2e | Sam Bennett      | Irlande          | Decathlon-AG2R La Mondiale | + 0 s           |
| 3e | Corbin Strong    | Nouvelle-Zélande | Israel-Premier Tech        | + 0 s           |
| 4e | Milan Fretin     | Belgique         | Cofidis                    | + 0 s           |
| 5e | Paul Hennequin   | France           | Nice Métropole Côte d'Azur | + 0 s           |
| 6e | Milan Menten     | Belgique         | Lotto Dstny                | + 0 s           |
| 7e | Emmanuel Morin   | France           | Van Rysel-Roubaix          | + 0 s           |
| 8e | Tom Van Asbroeck | Belgique         | Israel-Premier Tech        | + 0 s           |
| 9e | Alexis Renard    | France           | Cofidis                    | + 0 s           |
| 10e | Luca Van Boven   | Belgique         | Bingoal WB                 | + 0 s           |

| \| Classement général \| Classement général \| Classement général \| Classement général \| Classement général \| \| Coureur \| Coureur \| Pays \| Équipe \| Temps \| \| ------------------ \| ------------------ \| ------------------ \| -------------------------- \| ------------------ \| \| 1er \| Sam Bennett \| Irlande \| Decathlon-AG2R La Mondiale \| 15 h 43 min 42 s \| \| 2e \| Milan Fretin \| Belgique \| Cofidis \| + 14 s \| \| 3e \| Corbin Strong \| Nouvelle-Zélande \| Israel-Premier Tech \| + 23 s \| \| 4e \| Amaury Capiot \| Belgique \| Arkéa-B&B Hotels \| + 24 s \| \| 5e \| Paul Penhoët \| France \| Groupama-FDJ \| + 24 s \| \| 6e \| Paul Hennequin \| France \| Nice Métropole Côte d'Azur \| + 24 s \| \| 7e \| Fabio Christen \| Suisse \| Q36.5 Pro Cycling Team \| + 24 s \| \| 8e \| Tomáš Kopecký \| Tchéquie \| TDT-Unibet \| + 26 s \| \| 9e \| Jenno Berckmoes \| Belgique \| Lotto Dstny \| + 28 s \| \| 10e \| Tom Van Asbroeck \| Belgique \| Israel-Premier Tech \| + 29 s \| |                  |                  |                            |                  |
| |                  |                  |                            |                  |
| Source : ProCyclingStats |                  |                  |                            |                  |
| Classement général |                  |                  |                            |                  |
| Coureur | Coureur          | Pays             | Équipe                     | Temps            |
| 1er | Sam Bennett      | Irlande          | Decathlon-AG2R La Mondiale | 15 h 43 min 42 s |
| 2e | Milan Fretin     | Belgique         | Cofidis                    | + 14 s           |
| 3e | Corbin Strong    | Nouvelle-Zélande | Israel-Premier Tech        | + 23 s           |
| 4e | Amaury Capiot    | Belgique         | Arkéa-B&B Hotels           | + 24 s           |
| 5e | Paul Penhoët     | France           | Groupama-FDJ               | + 24 s           |
| 6e | Paul Hennequin   | France           | Nice Métropole Côte d'Azur | + 24 s           |
| 7e | Fabio Christen   | Suisse           | Q36.5 Pro Cycling Team     | + 24 s           |
| 8e | Tomáš Kopecký    | Tchéquie         | TDT-Unibet                 | + 26 s           |
| 9e | Jenno Berckmoes  | Belgique         | Lotto Dstny                | + 28 s           |
| 10e | Tom Van Asbroeck | Belgique         | Israel-Premier Tech        | + 29 s           |

### 5eétape
| \| Classement de l'étape \| Classement de l'étape \| Classement de l'étape \| Classement de l'étape \| Classement de l'étape \| \| Coureur \| Coureur \| Pays \| Équipe \| Temps \| \| --------------------- \| --------------------- \| --------------------- \| --------------------------- \| --------------------- \| \| 1er \| Sam Bennett \| Irlande \| Decathlon-AG2R La Mondiale \| 4 h 24 min 31 s \| \| 2e \| Paul Penhoët \| France \| Groupama-FDJ \| + 0 s \| \| 3e \| Jenno Berckmoes \| Belgique \| Lotto Dstny \| + 0 s \| \| 4e \| Luca Van Boven \| Belgique \| Bingoal WB \| + 3 s \| \| 5e \| Alexandre Delettre \| France \| Saint Michel-Mavic-Auber 93 \| + 3 s \| \| 6e \| Nicolas Breuillard \| France \| Saint Michel-Mavic-Auber 93 \| + 3 s \| \| 7e \| Oliver Naesen \| Belgique \| Decathlon-AG2R La Mondiale \| + 6 s \| \| 8e \| Milan Menten \| Belgique \| Lotto Dstny \| + 10 s \| \| 9e \| Samuel Watson \| Royaume-Uni \| Groupama-FDJ \| + 10 s \| \| 10e \| Samuel Leroux \| France \| Van Rysel-Roubaix \| + 10 s \| |                    |             |                             |                 |
| |                    |             |                             |                 |
| Source : ProCyclingStats |                    |             |                             |                 |
| Classement de l'étape |                    |             |                             |                 |
| Coureur | Coureur            | Pays        | Équipe                      | Temps           |
| 1er | Sam Bennett        | Irlande     | Decathlon-AG2R La Mondiale  | 4 h 24 min 31 s |
| 2e | Paul Penhoët       | France      | Groupama-FDJ                | + 0 s           |
| 3e | Jenno Berckmoes    | Belgique    | Lotto Dstny                 | + 0 s           |
| 4e | Luca Van Boven     | Belgique    | Bingoal WB                  | + 3 s           |
| 5e | Alexandre Delettre | France      | Saint Michel-Mavic-Auber 93 | + 3 s           |
| 6e | Nicolas Breuillard | France      | Saint Michel-Mavic-Auber 93 | + 3 s           |
| 7e | Oliver Naesen      | Belgique    | Decathlon-AG2R La Mondiale  | + 6 s           |
| 8e | Milan Menten       | Belgique    | Lotto Dstny                 | + 10 s          |
| 9e | Samuel Watson      | Royaume-Uni | Groupama-FDJ                | + 10 s          |
| 10e | Samuel Leroux      | France      | Van Rysel-Roubaix           | + 10 s          |

| \| Classement général \| Classement général \| Classement général \| Classement général \| Classement général \| \| Coureur \| Coureur \| Pays \| Équipe \| Temps \| \| ------------------ \| ------------------ \| ------------------ \| --------------------------- \| ------------------ \| \| 1er \| Sam Bennett \| Irlande \| Decathlon-AG2R La Mondiale \| 20 h 08 min 03 s \| \| 2e \| Paul Penhoët \| France \| Groupama-FDJ \| + 28 s \| \| 3e \| Jenno Berckmoes \| Belgique \| Lotto Dstny \| + 31 s \| \| 4e \| Luca Van Boven \| Belgique \| Bingoal WB \| + 43 s \| \| 5e \| Alexandre Delettre \| France \| Saint Michel-Mavic-Auber 93 \| + 43 s \| \| 6e \| Milan Fretin \| Belgique \| Cofidis \| + 45 s \| \| 7e \| Oliver Naesen \| Belgique \| Decathlon-AG2R La Mondiale \| + 46 s \| \| 8e \| Tomáš Kopecký \| Tchéquie \| TDT-Unibet \| + 46 s \| \| 9e \| Thomas Gachignard \| France \| TotalEnergies \| + 49 s \| \| 10e \| Milan Menten \| Belgique \| Lotto Dstny \| + 50 s \| |                    |          |                             |                  |
| |                    |          |                             |                  |
| Source : ProCyclingStats |                    |          |                             |                  |
| Classement général |                    |          |                             |                  |
| Coureur | Coureur            | Pays     | Équipe                      | Temps            |
| 1er | Sam Bennett        | Irlande  | Decathlon-AG2R La Mondiale  | 20 h 08 min 03 s |
| 2e | Paul Penhoët       | France   | Groupama-FDJ                | + 28 s           |
| 3e | Jenno Berckmoes    | Belgique | Lotto Dstny                 | + 31 s           |
| 4e | Luca Van Boven     | Belgique | Bingoal WB                  | + 43 s           |
| 5e | Alexandre Delettre | France   | Saint Michel-Mavic-Auber 93 | + 43 s           |
| 6e | Milan Fretin       | Belgique | Cofidis                     | + 45 s           |
| 7e | Oliver Naesen      | Belgique | Decathlon-AG2R La Mondiale  | + 46 s           |
| 8e | Tomáš Kopecký      | Tchéquie | TDT-Unibet                  | + 46 s           |
| 9e | Thomas Gachignard  | France   | TotalEnergies               | + 49 s           |
| 10e | Milan Menten       | Belgique | Lotto Dstny                 | + 50 s           |

### 6eétape
| \| Classement de l'étape \| Classement de l'étape \| Classement de l'étape \| Classement de l'étape \| Classement de l'étape \| \| Coureur \| Coureur \| Pays \| Équipe \| Temps \| \| --------------------- \| --------------------- \| --------------------- \| -------------------------- \| --------------------- \| \| 1er \| Sam Bennett \| Irlande \| Decathlon-AG2R La Mondiale \| 3 h 51 min 04 s \| \| 2e \| Sasha Weemaes \| Belgique \| Bingoal WB \| + 0 s \| \| 3e \| Pascal Ackermann \| Allemagne \| Israel-Premier Tech \| + 0 s \| \| 4e \| Amaury Capiot \| Belgique \| Arkéa-B&B Hotels \| + 0 s \| \| 5e \| Paul Penhoët \| France \| Groupama-FDJ \| + 0 s \| \| 6e \| Casper van Uden \| Pays-Bas \| Team dsm-firmenich PostNL \| + 0 s \| \| 7e \| Pierre Barbier \| France \| Philippe Wagner-Bazin \| + 0 s \| \| 8e \| Lorrenzo Manzin \| France \| TotalEnergies \| + 0 s \| \| 9e \| Paul Hennequin \| France \| Nice Métropole Côte d'Azur \| + 0 s \| \| 10e \| Milan Menten \| Belgique \| Lotto Dstny \| + 0 s \| |                  |           |                            |                 |
| |                  |           |                            |                 |
| Source : ProCyclingStats |                  |           |                            |                 |
| Classement de l'étape |                  |           |                            |                 |
| Coureur | Coureur          | Pays      | Équipe                     | Temps           |
| 1er | Sam Bennett      | Irlande   | Decathlon-AG2R La Mondiale | 3 h 51 min 04 s |
| 2e | Sasha Weemaes    | Belgique  | Bingoal WB                 | + 0 s           |
| 3e | Pascal Ackermann | Allemagne | Israel-Premier Tech        | + 0 s           |
| 4e | Amaury Capiot    | Belgique  | Arkéa-B&B Hotels           | + 0 s           |
| 5e | Paul Penhoët     | France    | Groupama-FDJ               | + 0 s           |
| 6e | Casper van Uden  | Pays-Bas  | Team dsm-firmenich PostNL  | + 0 s           |
| 7e | Pierre Barbier   | France    | Philippe Wagner-Bazin      | + 0 s           |
| 8e | Lorrenzo Manzin  | France    | TotalEnergies              | + 0 s           |
| 9e | Paul Hennequin   | France    | Nice Métropole Côte d'Azur | + 0 s           |
| 10e | Milan Menten     | Belgique  | Lotto Dstny                | + 0 s           |

## Classements finals

### Classement général final
| \| Classement général \| Classement général \| Classement général \| Classement général \| Classement général \| \| Coureur \| Coureur \| Pays \| Équipe \| Temps \| \| ------------------ \| ------------------ \| ------------------ \| --------------------------- \| ------------------ \| \| 1er \| Sam Bennett \| Irlande \| Decathlon-AG2R La Mondiale \| 23 h 58 min 57 s \| \| 2e \| Paul Penhoët \| France \| Groupama-FDJ \| + 38 s \| \| 3e \| Jenno Berckmoes \| Belgique \| Lotto Dstny \| + 41 s \| \| 4e \| Luca Van Boven \| Belgique \| Bingoal WB \| + 53 s \| \| 5e \| Alexandre Delettre \| France \| Saint Michel-Mavic-Auber 93 \| + 53 s \| \| 6e \| Milan Fretin \| Belgique \| Cofidis \| + 55 s \| \| 7e \| Tomáš Kopecký \| Tchéquie \| TDT-Unibet \| + 55 s \| \| 8e \| Oliver Naesen \| Belgique \| Decathlon-AG2R La Mondiale \| + 56 s \| \| 9e \| Thomas Gachignard \| France \| TotalEnergies \| + 57 s \| \| 10e \| Aimé De Gendt \| Belgique \| Cofidis \| + 57 s \| |                    |          |                             |                  |
| |                    |          |                             |                  |
| Source : ProCyclingStats |                    |          |                             |                  |
| Classement général |                    |          |                             |                  |
| Coureur | Coureur            | Pays     | Équipe                      | Temps            |
| 1er | Sam Bennett        | Irlande  | Decathlon-AG2R La Mondiale  | 23 h 58 min 57 s |
| 2e | Paul Penhoët       | France   | Groupama-FDJ                | + 38 s           |
| 3e | Jenno Berckmoes    | Belgique | Lotto Dstny                 | + 41 s           |
| 4e | Luca Van Boven     | Belgique | Bingoal WB                  | + 53 s           |
| 5e | Alexandre Delettre | France   | Saint Michel-Mavic-Auber 93 | + 53 s           |
| 6e | Milan Fretin       | Belgique | Cofidis                     | + 55 s           |
| 7e | Tomáš Kopecký      | Tchéquie | TDT-Unibet                  | + 55 s           |
| 8e | Oliver Naesen      | Belgique | Decathlon-AG2R La Mondiale  | + 56 s           |
| 9e | Thomas Gachignard  | France   | TotalEnergies               | + 57 s           |
| 10e | Aimé De Gendt      | Belgique | Cofidis                     | + 57 s           |

### Classements annexes

#### Classement par points
| Classement par points | Classement par points | Classement par points | Classement par points      | Classement par points |
| Coureur               | Coureur               | Pays                  | Équipe                     | Points                |
| --------------------- | --------------------- | --------------------- | -------------------------- | --------------------- |
| 1er                   | Sam Bennett           | Irlande               | Decathlon-AG2R La Mondiale | 81 pts                |
| 2e                    | Milan Fretin          | Belgique              | Cofidis                    | 34 pts                |
| 3e                    | Paul Penhoët          | France                | Groupama-FDJ               | 34 pts                |
| 4e                    | Amaury Capiot         | Belgique              | Arkéa-B&B Hotels           | 30 pts                |
| 5e                    | Pascal Ackermann      | Allemagne             | Israel-Premier Tech        | 22 pts                |
| 6e                    | Paul Hennequin        | France                | Nice Métropole Côte d'Azur | 21 pts                |
| 7e                    | Sasha Weemaes         | Belgique              | Bingoal WB                 | 21 pts                |
| 8e                    | Milan Menten          | Belgique              | Lotto Dstny                | 16 pts                |
| 9e                    | Warre Vangheluwe      | Belgique              | Soudal Quick-Step          | 15 pts                |
| 10e                   | Jenno Berckmoes       | Belgique              | Lotto Dstny                | 14 pts                |

#### Classement de la montagne
| Classement de la montagne | Classement de la montagne | Classement de la montagne | Classement de la montagne   | Classement de la montagne |
| Coureur                   | Coureur                   | Pays                      | Équipe                      | Points                    |
| ------------------------- | ------------------------- | ------------------------- | --------------------------- | ------------------------- |
| 1er                       | Fausto Masnada            | Italie                    | Soudal Quick-Step           | 27 pts                    |
| 2e                        | Gwen Leclainche           | France                    | Philippe Wagner-Bazin       | 21 pts                    |
| 3e                        | Maxime Jarnet             | France                    | Van Rysel-Roubaix           | 15 pts                    |
| 4e                        | Enzo Leijnse              | Pays-Bas                  | Team dsm-firmenich PostNL   | 13 pts                    |
| 5e                        | Cyrus Monk                | Australie                 | Q36.5 Pro Cycling Team      | 8 pts                     |
| 6e                        | Robin Plamondon           | Canada                    | CIC U Nantes Atlantique     | 7 pts                     |
| 7e                        | Jérémy Lecroq             | France                    | Saint Michel-Mavic-Auber 93 | 7 pts                     |
| 8e                        | Thomas Gachignard         | France                    | TotalEnergies               | 5 pts                     |
| 9e                        | Kasper Asgreen            | Danemark                  | Soudal Quick-Step           | 5 pts                     |
| 10e                       | Pascal Ackermann          | Allemagne                 | Israel-Premier Tech         | 5 pts                     |

#### Classement du meilleur jeune
| Classement du meilleur jeune | Classement du meilleur jeune | Classement du meilleur jeune | Classement du meilleur jeune | Classement du meilleur jeune |
| Coureur                      | Coureur                      | Pays                         | Équipe                       | Temps                        |
| ---------------------------- | ---------------------------- | ---------------------------- | ---------------------------- | ---------------------------- |
| 1er                          | Paul Penhoët                 | France                       | Groupama-FDJ                 | 23 h 59 min 35 s             |
| 2e                           | Jenno Berckmoes              | Belgique                     | Lotto Dstny                  | + 3 s                        |
| 3e                           | Luca Van Boven               | Belgique                     | Bingoal WB                   | + 15 s                       |
| 4e                           | Milan Fretin                 | Belgique                     | Cofidis                      | + 17 s                       |
| 5e                           | Tomáš Kopecký                | Tchéquie                     | TDT-Unibet                   | + 17 s                       |
| 6e                           | Thomas Gachignard            | France                       | TotalEnergies                | + 19 s                       |
| 7e                           | Samuel Watson                | Royaume-Uni                  | Groupama-FDJ                 | + 22 s                       |
| 8e                           | Liam Slock                   | Belgique                     | Lotto Dstny                  | + 31 s                       |
| 9e                           | Casper van Uden              | Pays-Bas                     | Team dsm-firmenich PostNL    | + 33 s                       |
| 10e                          | Antoine Huby                 | France                       | Soudal Quick-Step            | + 33 s                       |

#### Classement par équipes
| Classement par équipes | Classement par équipes      | Classement par équipes | Classement par équipes |
| Équipe                 | Équipe                      | Pays                   | Temps                  |
| ---------------------- | --------------------------- | ---------------------- | ---------------------- |
| 1re                    | Lotto Dstny                 | Belgique               | 71 h 59 min 41 s       |
| 2e                     | Groupama-FDJ                | France                 | + 11 s                 |
| 3e                     | Decathlon-AG2R La Mondiale  | France                 | + 38 s                 |
| 4e                     | Cofidis                     | France                 | + 1 min 03 s           |
| 5e                     | Arkéa-B&B Hotels            | France                 | + 2 min 06 s           |
| 6e                     | Saint Michel-Mavic-Auber 93 | France                 | + 2 min 21 s           |
| 7e                     | TotalEnergies               | France                 | + 2 min 52 s           |
| 8e                     | TDT-Unibet                  | Pays-Bas               | + 3 min 06 s           |
| 9e                     | Israel-Premier Tech         | Israël                 | + 3 min 18 s           |
| 10e                    | Van Rysel-Roubaix           | France                 | + 10 min 28 s          |

## Evolution des classements
| Étape              | Vainqueur          | Classement général | Classement de la montagne | Classement par points | Classement du meilleur jeune | Classement par équipe      |
| ------------------ | ------------------ | ------------------ | ------------------------- | --------------------- | ---------------------------- | -------------------------- |
| 1                  | Milan Fretin       | Milan Fretin       | Gwen Leclainche           | Milan Fretin          | Milan Fretin                 | Decathlon AG2R La Mondiale |
| 2                  | Sam Bennett        | Sam Bennett        | Maxime Jarnet             | Sam Bennett           | Milan Fretin                 | Decathlon AG2R La Mondiale |
| 3                  | Sam Bennett        | Sam Bennett        | Gwen Leclainche           | Sam Bennett           | Milan Fretin                 | Decathlon AG2R La Mondiale |
| 4                  | Warre Vangheluwe   | Sam Bennett        | Gwen Leclainche           | Sam Bennett           | Milan Fretin                 | Decathlon AG2R La Mondiale |
| 5                  | Sam Bennett        | Sam Bennett        | Fausto Masnada            | Sam Bennett           | Paul Penhoët                 | Lotto Dstny                |
| 6                  | Sam Bennett        | Sam Bennett        | Fausto Masnada            | Sam Bennett           | Paul Penhoët                 | Lotto Dstny                |
| Classements finals | Classements finals | Sam Bennett        | Fausto Masnada            | Sam Bennett           | Paul Penhoët                 | Lotto Dstny                |

## Liste des participants
| Légende                             | Légende                                                                                                  | Légende                                | Légende                                                                                         |
| ----------------------------------- | --- | -------------------------------------- | ----------------------------------------------------------------------------------------------- |
| Num                                 | Dossard de départ porté par le coureur sur ce Boucles de la Mayenne                                      | Pos                                    | Position finale au classement général                                                           |
| Leader du classement général        | Indique le vainqueur du classement général                                                               | Leader du classement par points        | Indique le vainqueur du classement par points                                                   |
| Leader du classement de la montagne | Indique le vainqueur du classement de la montagne                                                        | Leader du classement du meilleur jeune | Indique le vainqueur du classement du meilleur jeune                                            |
|                                     | Indique un maillot de champion national ou mondial, suivi de sa spécialité                               | #                                      | Indique la meilleure équipe                                                                     |
| NP                                  | Indique un coureur qui n'a pas pris le départ d'une étape, suivi du numéro de l'étape où il s'est retiré | AB                                     | Indique un coureur qui n'a pas terminé une étape, suivi du numéro de l'étape où il s'est retiré |
| HD                                  | Indique un coureur qui a terminé une étape hors des délais, suivi du numéro de l'étape                   | DSQ                                    | Indique un coureur qui a été disqualifié de la course, suivi du numéro de l'étape               |
| *                                   | Indique un coureur en lice pour le classement du meilleur jeune (coureurs nés après le 1er janvier 1998) |                                        |                                                                                                 |

| Groupama-FDJ GFC | Groupama-FDJ GFC        | Groupama-FDJ GFC |
| ---------------- | ----------------------- | ---------------- |
| Num              | Coureur                 | Pos              |
| 1                | Sven Erik Bystrøm (NOR) | 52e              |
| 2                | Eddy Le Huitouze (FRA)  | 27e              |
| 3                | Rudy Molard (FRA)       | AB-4             |
| 4                | Paul Penhoët (FRA)      | 5e               |
| 5                | Marc Sarreau (FRA)      | 24e              |
| 6                | Matthew Walls (GBR)     | 62e              |
| 7                | Samuel Watson (GBR)     | 45e              |

| Soudal Quick-Step SOQ | Soudal Quick-Step SOQ  | Soudal Quick-Step SOQ |
| --------------------- | ---------------------- | --------------------- |
| Num                   | Coureur                | Pos                   |
| 11                    | Kasper Asgreen (DEN)   | 29e                   |
| 12                    | Ayco Bastiaens (BEL)   | 93e                   |
| 13                    | Antoine Huby (FRA)     | 34e                   |
| 14                    | Fausto Masnada (ITA)   | 67e                   |
| 15                    | Martin Svrček (SVK)    | 32e                   |
| 16                    | Warre Vangheluwe (BEL) | 90e                   |
| 17                    | Jordi Warlop (BEL)     | 91e                   |

| Lotto Dstny LTD | Lotto Dstny LTD             | Lotto Dstny LTD |
| --------------- | --------------------------- | --------------- |
| Num             | Coureur                     | Pos             |
| 21              | Jenno Berckmoes (BEL)       | 23e             |
| 22              | Arjen Livyns (BEL)          | 40e             |
| 23              | Milan Menten (BEL)          | 10e             |
| 24              | Alec Segaert (BEL)          | 55e             |
| 25              | Liam Slock (BEL)            | 42e             |
| 26              | Lionel Taminiaux (BEL)      | 56e             |
| 27              | Lorenz Van de Wynkele (BEL) | 84e             |

| Cofidis COF | Cofidis COF           | Cofidis COF |
| ----------- | --------------------- | ----------- |
| Num         | Coureur               | Pos         |
| 31          | Alexis Renard (FRA)   | 20e         |
| 32          | Piet Allegaert (BEL)  | 12e         |
| 33          | Aimé De Gendt (BEL)   | 39e         |
| 34          | Milan Fretin (BEL)    | 21e         |
| 35          | Alexis Gougeard (FRA) | 74e         |
| 39          | Ben Hermans (BEL)     | AB-4        |
| 40          | Ludovic Robeet (BEL)  | 77e         |

| TotalEnergies TEN | TotalEnergies TEN       | TotalEnergies TEN |
| ----------------- | ----------------------- | ----------------- |
| Num               | Coureur                 | Pos               |
| 41                | Fabien Doubey (FRA)     | 36e               |
| 42                | Thomas Gachignard (FRA) | 17e               |
| 43                | Lucas Boniface (FRA)    | AB-5              |
| 44                | Lorrenzo Manzin (FRA)   | 8e                |
| 45                | Geoffrey Soupe (FRA)    | 53e               |
| 46                | Jason Tesson (FRA)      | AB-5              |
| 47                | Anthony Turgis (FRA)    | 30e               |

| Decathlon-AG2R La Mondiale DAT | Decathlon-AG2R La Mondiale DAT | Decathlon-AG2R La Mondiale DAT |
| ------------------------------ | ------------------------------ | ------------------------------ |
| Num                            | Coureur                        | Pos                            |
| 51                             | Sam Bennett (IRL)              | 1er                            |
| 52                             | Dries De Bondt (BEL)           | 96e                            |
| 53                             | Sander De Pestel (BEL)         | 37e                            |
| 54                             | Stan Dewulf (BEL)              | 57e                            |
| 55                             | Pierre Gautherat (FRA)         | 22e                            |
| 56                             | Oliver Naesen (BEL)            | 41e                            |
| 57                             | Edvald Boasson Hagen (NOR)     | 63e                            |

| Arkéa-B&B Hotels ARK | Arkéa-B&B Hotels ARK    | Arkéa-B&B Hotels ARK |
| -------------------- | ----------------------- | -------------------- |
| Num                  | Coureur                 | Pos                  |
| 61                   | Arnaud Démare (FRA)     | 81e                  |
| 62                   | Amaury Capiot (BEL)     | 4e                   |
| 63                   | Florian Dauphin (FRA)   | 61e                  |
| 64                   | Anthony Delaplace (FRA) | 38e                  |
| 65                   | Mathis Le Berre (FRA)   | 43e                  |
| 66                   | Kévin Ledanois (FRA)    | AB-5                 |
| 67                   | Matîs Louvel (FRA)      | 65e                  |

| Bingoal WB BWB | Bingoal WB BWB            | Bingoal WB BWB |
| -------------- | ------------------------- | -------------- |
| Num            | Coureur                   | Pos            |
| 71             | Luca Van Boven (BEL)      | 18e            |
| 72             | Aaron Van der Beken (BEL) | 92e            |
| 73             | Nathan Vandepitte (FRA)   | AB-5           |
| 74             | Jelle Vermoote (BEL)      | AB-5           |
| 75             | Giacomo Villa (ITA)       | 44e            |
| 76             | Louis Blouwe (BEL)        | AB-6           |
| 77             | Sasha Weemaes (BEL)       | 2e             |

| Saint Michel-Mavic-Auber 93 AUB | Saint Michel-Mavic-Auber 93 AUB | Saint Michel-Mavic-Auber 93 AUB |
| ------------------------------- | ------------------------------- | ------------------------------- |
| Num                             | Coureur                         | Pos                             |
| 81                              | Nicolas Breuillard (FRA)        | 89e                             |
| 82                              | Romain Cardis (FRA)             | AB-6                            |
| 83                              | Dillon Corkery (IRL)            | AB-4                            |
| 84                              | Théo Delacroix (FRA)            | NP-6                            |
| 85                              | Joris Delbove (FRA)             | 51e                             |
| 86                              | Alexandre Delettre (FRA)        | 15e                             |
| 87                              | Jérémy Lecroq (FRA)             | 75e                             |

| Nice Métropole Côte d'Azur NMC | Nice Métropole Côte d'Azur NMC | Nice Métropole Côte d'Azur NMC |
| ------------------------------ | ------------------------------ | ------------------------------ |
| Num                            | Coureur                        | Pos                            |
| 91                             | Paul Hennequin (FRA)           | 9e                             |
| 92                             | Alexander Konijn (NED)         | 68e                            |
| 93                             | Damien Girard (FRA)            | AB-4                           |
| 94                             | Axel Narbonne-Zuccarelli (FRA) | 49e                            |
| 95                             | Jean-Louis Le Ny (FRA)         | 78e                            |
| 96                             | Andrea Mifsud                  | 98e                            |
| 97                             | Noah Knecht (FRA)              | AB-5                           |

| Van Rysel-Roubaix VRR | Van Rysel-Roubaix VRR | Van Rysel-Roubaix VRR |
| --------------------- | --------------------- | --------------------- |
| Num                   | Coureur               | Pos                   |
| 101                   | Samuel Leroux (FRA)   | 16e                   |
| 102                   | Rait Ärm (EST)        | 19e                   |
| 103                   | Kévin Avoine (FRA)    | 79e                   |
| 104                   | Maxime Jarnet (FRA)   | 80e                   |
| 105                   | Kenny Molly (BEL)     | 95e                   |
| 106                   | Emmanuel Morin (FRA)  | 11e                   |
| 107                   | Norman Vahtra (EST)   | 46e                   |

| Team dsm-firmenich PostNL DFP | Team dsm-firmenich PostNL DFP | Team dsm-firmenich PostNL DFP |
| ----------------------------- | ----------------------------- | ----------------------------- |
| Num                           | Coureur                       | Pos                           |
| 111                           | John Degenkolb (GER)          | 58e                           |
| 112                           | Patrick Eddy (AUS)            | 87e                           |
| 113                           | Nils Eekhoff (NED)            | AB-4                          |
| 114                           | Sean Flynn (GBR)              | 28e                           |
| 115                           | Enzo Leijnse (NED)            | 86e                           |
| 116                           | Tim Naberman (NED)            | 88e                           |
| 117                           | Casper van Uden (NED)         | 6e                            |

| CIC U Nantes Atlantique UCN | CIC U Nantes Atlantique UCN | CIC U Nantes Atlantique UCN |
| --------------------------- | --------------------------- | --------------------------- |
| Num                         | Coureur                     | Pos                         |
| 121                         | Maël Guégan (FRA)           | 73e                         |
| 122                         | Enzo Boulet (FRA)           | 25e                         |
| 123                         | Pierre-Henry Basset (FRA)   | 83e                         |
| 124                         | Robin Plamondon (CAN)       | 71e                         |
| 125                         | Antoine Hue (FRA)           | AB-6                        |
| 126                         | Matisse Julien (CAN)        | 94e                         |
| 127                         | Jon Rye-Johnsen (NOR)       | AB-6                        |

| Israel-Premier Tech IPT | Israel-Premier Tech IPT   | Israel-Premier Tech IPT |
| ----------------------- | ------------------------- | ----------------------- |
| Num                     | Coureur                   | Pos                     |
| 131                     | Pascal Ackermann (GER)    | 3e                      |
| 132                     | Guillaume Boivin (CAN)    | 59e                     |
| 133                     | Michael Schwarzmann (GER) | 64e                     |
| 134                     | Riley Sheehan (USA)       | 69e                     |
| 135                     | Jake Stewart (GBR)        | 54e                     |
| 136                     | Corbin Strong (NZL)       | NP-6                    |
| 137                     | Tom Van Asbroeck (BEL)    | 70e                     |

| Trinity Racing TRI | Trinity Racing TRI        | Trinity Racing TRI |
| ------------------ | ------------------------- | ------------------ |
| Num                | Coureur                   | Pos                |
| 141                | Robert Donaldson (GBR)    | 26e                |
| 142                | Luca Unwin (GBR)          | AB-4               |
| 143                | Dean Harvey (IRL)         | AB-4               |
| 144                | Tobias Risan Nakken (NOR) | AB-6               |
| 145                | Hugo Rodriguez (COL)      | 97e                |
| 146                | Ralf Holden (GBR)         | HD-4               |
| 147                | Ugo Fabries (FRA)         | 82e                |

| Philippe Wagner-Bazin PWB | Philippe Wagner-Bazin PWB | Philippe Wagner-Bazin PWB |
| ------------------------- | ------------------------- | ------------------------- |
| Num                       | Coureur                   | Pos                       |
| 151                       | Pierre Barbier (FRA)      | 7e                        |
| 152                       | Alexis Guérin (FRA)       | 48e                       |
| 153                       | Rudy Barbier (FRA)        | AB-5                      |
| 154                       | Enrico Dhaeye (BEL)       | NP-5                      |
| 155                       | Gwen Leclainche (FRA)     | 66e                       |
| 156                       | Kasper Saver (BEL)        | 72e                       |
| 157                       | Quentin Bezza (FRA)       | 47e                       |

| Q36.5 Pro Cycling Team Q36 | Q36.5 Pro Cycling Team Q36 | Q36.5 Pro Cycling Team Q36 |
| -------------------------- | -------------------------- | -------------------------- |
| Num                        | Coureur                    | Pos                        |
| 161                        | Fabio Christen (SUI)       | 85e                        |
| 163                        | Frederik Frison (BEL)      | AB-4                       |
| 164                        | Tobias Ludvigsson (SWE)    | 31e                        |
| 165                        | Cyrus Monk (AUS)           | 50e                        |
| 166                        | Szymon Sajnok (POL)        | 60e                        |
| 167                        | Rory Townsend (IRL)        | 14e                        |

| TDT-Unibet TDT | TDT-Unibet TDT          | TDT-Unibet TDT |
| -------------- | ----------------------- | -------------- |
| Num            | Coureur                 | Pos            |
| 171            | Andreas Stokbro (DEN)   | NP-6           |
| 172            | Axel Huens (FRA)        | 13e            |
| 173            | Jordy Bouts (BEL)       | AB-2           |
| 175            | Sebastian Nielsen (DEN) | 76e            |
| 176            | Tomáš Kopecký (CZE)     | 35e            |
| 177            | Zeb Kyffin (GBR)        | 33e            |

| Groupama-FDJ GFC | Groupama-FDJ GFC        | Groupama-FDJ GFC |
| ---------------- | ----------------------- | ---------------- |
| Num              | Coureur                 | Pos              |
| 1                | Sven Erik Bystrøm (NOR) | 52e              |
| 2                | Eddy Le Huitouze (FRA)  | 27e              |
| 3                | Rudy Molard (FRA)       | AB-4             |
| 4                | Paul Penhoët (FRA)      | 5e               |
| 5                | Marc Sarreau (FRA)      | 24e              |
| 6                | Matthew Walls (GBR)     | 62e              |
| 7                | Samuel Watson (GBR)     | 45e              |

| Soudal Quick-Step SOQ | Soudal Quick-Step SOQ  | Soudal Quick-Step SOQ |
| --------------------- | ---------------------- | --------------------- |
| Num                   | Coureur                | Pos                   |
| 11                    | Kasper Asgreen (DEN)   | 29e                   |
| 12                    | Ayco Bastiaens (BEL)   | 93e                   |
| 13                    | Antoine Huby (FRA)     | 34e                   |
| 14                    | Fausto Masnada (ITA)   | 67e                   |
| 15                    | Martin Svrček (SVK)    | 32e                   |
| 16                    | Warre Vangheluwe (BEL) | 90e                   |
| 17                    | Jordi Warlop (BEL)     | 91e                   |

| Lotto Dstny LTD | Lotto Dstny LTD             | Lotto Dstny LTD |
| --------------- | --------------------------- | --------------- |
| Num             | Coureur                     | Pos             |
| 21              | Jenno Berckmoes (BEL)       | 23e             |
| 22              | Arjen Livyns (BEL)          | 40e             |
| 23              | Milan Menten (BEL)          | 10e             |
| 24              | Alec Segaert (BEL)          | 55e             |
| 25              | Liam Slock (BEL)            | 42e             |
| 26              | Lionel Taminiaux (BEL)      | 56e             |
| 27              | Lorenz Van de Wynkele (BEL) | 84e             |

| Cofidis COF | Cofidis COF           | Cofidis COF |
| ----------- | --------------------- | ----------- |
| Num         | Coureur               | Pos         |
| 31          | Alexis Renard (FRA)   | 20e         |
| 32          | Piet Allegaert (BEL)  | 12e         |
| 33          | Aimé De Gendt (BEL)   | 39e         |
| 34          | Milan Fretin (BEL)    | 21e         |
| 35          | Alexis Gougeard (FRA) | 74e         |
| 39          | Ben Hermans (BEL)     | AB-4        |
| 40          | Ludovic Robeet (BEL)  | 77e         |

| TotalEnergies TEN | TotalEnergies TEN       | TotalEnergies TEN |
| ----------------- | ----------------------- | ----------------- |
| Num               | Coureur                 | Pos               |
| 41                | Fabien Doubey (FRA)     | 36e               |
| 42                | Thomas Gachignard (FRA) | 17e               |
| 43                | Lucas Boniface (FRA)    | AB-5              |
| 44                | Lorrenzo Manzin (FRA)   | 8e                |
| 45                | Geoffrey Soupe (FRA)    | 53e               |
| 46                | Jason Tesson (FRA)      | AB-5              |
| 47                | Anthony Turgis (FRA)    | 30e               |

| Decathlon-AG2R La Mondiale DAT | Decathlon-AG2R La Mondiale DAT | Decathlon-AG2R La Mondiale DAT |
| ------------------------------ | ------------------------------ | ------------------------------ |
| Num                            | Coureur                        | Pos                            |
| 51                             | Sam Bennett (IRL)              | 1er                            |
| 52                             | Dries De Bondt (BEL)           | 96e                            |
| 53                             | Sander De Pestel (BEL)         | 37e                            |
| 54                             | Stan Dewulf (BEL)              | 57e                            |
| 55                             | Pierre Gautherat (FRA)         | 22e                            |
| 56                             | Oliver Naesen (BEL)            | 41e                            |
| 57                             | Edvald Boasson Hagen (NOR)     | 63e                            |

| Arkéa-B&B Hotels ARK | Arkéa-B&B Hotels ARK    | Arkéa-B&B Hotels ARK |
| -------------------- | ----------------------- | -------------------- |
| Num                  | Coureur                 | Pos                  |
| 61                   | Arnaud Démare (FRA)     | 81e                  |
| 62                   | Amaury Capiot (BEL)     | 4e                   |
| 63                   | Florian Dauphin (FRA)   | 61e                  |
| 64                   | Anthony Delaplace (FRA) | 38e                  |
| 65                   | Mathis Le Berre (FRA)   | 43e                  |
| 66                   | Kévin Ledanois (FRA)    | AB-5                 |
| 67                   | Matîs Louvel (FRA)      | 65e                  |

| Bingoal WB BWB | Bingoal WB BWB            | Bingoal WB BWB |
| -------------- | ------------------------- | -------------- |
| Num            | Coureur                   | Pos            |
| 71             | Luca Van Boven (BEL)      | 18e            |
| 72             | Aaron Van der Beken (BEL) | 92e            |
| 73             | Nathan Vandepitte (FRA)   | AB-5           |
| 74             | Jelle Vermoote (BEL)      | AB-5           |
| 75             | Giacomo Villa (ITA)       | 44e            |
| 76             | Louis Blouwe (BEL)        | AB-6           |
| 77             | Sasha Weemaes (BEL)       | 2e             |

| Saint Michel-Mavic-Auber 93 AUB | Saint Michel-Mavic-Auber 93 AUB | Saint Michel-Mavic-Auber 93 AUB |
| ------------------------------- | ------------------------------- | ------------------------------- |
| Num                             | Coureur                         | Pos                             |
| 81                              | Nicolas Breuillard (FRA)        | 89e                             |
| 82                              | Romain Cardis (FRA)             | AB-6                            |
| 83                              | Dillon Corkery (IRL)            | AB-4                            |
| 84                              | Théo Delacroix (FRA)            | NP-6                            |
| 85                              | Joris Delbove (FRA)             | 51e                             |
| 86                              | Alexandre Delettre (FRA)        | 15e                             |
| 87                              | Jérémy Lecroq (FRA)             | 75e                             |

| Nice Métropole Côte d'Azur NMC | Nice Métropole Côte d'Azur NMC | Nice Métropole Côte d'Azur NMC |
| ------------------------------ | ------------------------------ | ------------------------------ |
| Num                            | Coureur                        | Pos                            |
| 91                             | Paul Hennequin (FRA)           | 9e                             |
| 92                             | Alexander Konijn (NED)         | 68e                            |
| 93                             | Damien Girard (FRA)            | AB-4                           |
| 94                             | Axel Narbonne-Zuccarelli (FRA) | 49e                            |
| 95                             | Jean-Louis Le Ny (FRA)         | 78e                            |
| 96                             | Andrea Mifsud                  | 98e                            |
| 97                             | Noah Knecht (FRA)              | AB-5                           |

| Van Rysel-Roubaix VRR | Van Rysel-Roubaix VRR | Van Rysel-Roubaix VRR |
| --------------------- | --------------------- | --------------------- |
| Num                   | Coureur               | Pos                   |
| 101                   | Samuel Leroux (FRA)   | 16e                   |
| 102                   | Rait Ärm (EST)        | 19e                   |
| 103                   | Kévin Avoine (FRA)    | 79e                   |
| 104                   | Maxime Jarnet (FRA)   | 80e                   |
| 105                   | Kenny Molly (BEL)     | 95e                   |
| 106                   | Emmanuel Morin (FRA)  | 11e                   |
| 107                   | Norman Vahtra (EST)   | 46e                   |

| Team dsm-firmenich PostNL DFP | Team dsm-firmenich PostNL DFP | Team dsm-firmenich PostNL DFP |
| ----------------------------- | ----------------------------- | ----------------------------- |
| Num                           | Coureur                       | Pos                           |
| 111                           | John Degenkolb (GER)          | 58e                           |
| 112                           | Patrick Eddy (AUS)            | 87e                           |
| 113                           | Nils Eekhoff (NED)            | AB-4                          |
| 114                           | Sean Flynn (GBR)              | 28e                           |
| 115                           | Enzo Leijnse (NED)            | 86e                           |
| 116                           | Tim Naberman (NED)            | 88e                           |
| 117                           | Casper van Uden (NED)         | 6e                            |

| CIC U Nantes Atlantique UCN | CIC U Nantes Atlantique UCN | CIC U Nantes Atlantique UCN |
| --------------------------- | --------------------------- | --------------------------- |
| Num                         | Coureur                     | Pos                         |
| 121                         | Maël Guégan (FRA)           | 73e                         |
| 122                         | Enzo Boulet (FRA)           | 25e                         |
| 123                         | Pierre-Henry Basset (FRA)   | 83e                         |
| 124                         | Robin Plamondon (CAN)       | 71e                         |
| 125                         | Antoine Hue (FRA)           | AB-6                        |
| 126                         | Matisse Julien (CAN)        | 94e                         |
| 127                         | Jon Rye-Johnsen (NOR)       | AB-6                        |

| Israel-Premier Tech IPT | Israel-Premier Tech IPT   | Israel-Premier Tech IPT |
| ----------------------- | ------------------------- | ----------------------- |
| Num                     | Coureur                   | Pos                     |
| 131                     | Pascal Ackermann (GER)    | 3e                      |
| 132                     | Guillaume Boivin (CAN)    | 59e                     |
| 133                     | Michael Schwarzmann (GER) | 64e                     |
| 134                     | Riley Sheehan (USA)       | 69e                     |
| 135                     | Jake Stewart (GBR)        | 54e                     |
| 136                     | Corbin Strong (NZL)       | NP-6                    |
| 137                     | Tom Van Asbroeck (BEL)    | 70e                     |

| Trinity Racing TRI | Trinity Racing TRI        | Trinity Racing TRI |
| ------------------ | ------------------------- | ------------------ |
| Num                | Coureur                   | Pos                |
| 141                | Robert Donaldson (GBR)    | 26e                |
| 142                | Luca Unwin (GBR)          | AB-4               |
| 143                | Dean Harvey (IRL)         | AB-4               |
| 144                | Tobias Risan Nakken (NOR) | AB-6               |
| 145                | Hugo Rodriguez (COL)      | 97e                |
| 146                | Ralf Holden (GBR)         | HD-4               |
| 147                | Ugo Fabries (FRA)         | 82e                |

| Philippe Wagner-Bazin PWB | Philippe Wagner-Bazin PWB | Philippe Wagner-Bazin PWB |
| ------------------------- | ------------------------- | ------------------------- |
| Num                       | Coureur                   | Pos                       |
| 151                       | Pierre Barbier (FRA)      | 7e                        |
| 152                       | Alexis Guérin (FRA)       | 48e                       |
| 153                       | Rudy Barbier (FRA)        | AB-5                      |
| 154                       | Enrico Dhaeye (BEL)       | NP-5                      |
| 155                       | Gwen Leclainche (FRA)     | 66e                       |
| 156                       | Kasper Saver (BEL)        | 72e                       |
| 157                       | Quentin Bezza (FRA)       | 47e                       |

| Q36.5 Pro Cycling Team Q36 | Q36.5 Pro Cycling Team Q36 | Q36.5 Pro Cycling Team Q36 |
| -------------------------- | -------------------------- | -------------------------- |
| Num                        | Coureur                    | Pos                        |
| 161                        | Fabio Christen (SUI)       | 85e                        |
| 163                        | Frederik Frison (BEL)      | AB-4                       |
| 164                        | Tobias Ludvigsson (SWE)    | 31e                        |
| 165                        | Cyrus Monk (AUS)           | 50e                        |
| 166                        | Szymon Sajnok (POL)        | 60e                        |
| 167                        | Rory Townsend (IRL)        | 14e                        |

| TDT-Unibet TDT | TDT-Unibet TDT          | TDT-Unibet TDT |
| -------------- | ----------------------- | -------------- |
| Num            | Coureur                 | Pos            |
| 171            | Andreas Stokbro (DEN)   | NP-6           |
| 172            | Axel Huens (FRA)        | 13e            |
| 173            | Jordy Bouts (BEL)       | AB-2           |
| 175            | Sebastian Nielsen (DEN) | 76e            |
| 176            | Tomáš Kopecký (CZE)     | 35e            |
| 177            | Zeb Kyffin (GBR)        | 33e            |